# Pétrissage
Le pétrissage est la première phase du processus de production d'une pâte, répondant aux exigences des étapes suivantes, souvent jusqu'à la cuisson. Il est donc réalisé quotidiennement dans les boulangeries, pour les différentes pâtes à pain, en pâtisserie pour de plus faibles quantités, et dans d'autres secteurs alimentaires. Le pétrissage consiste à appliquer une force mécanique afin d'obtenir l'homogénéisation des ingrédients et des propriétés mécaniques et physiques pour la pétrissée en fin d'opération. Pour le pain, ces propriétés supposent d'obtenir le développement, le déroulement, et l'orientation des protéines de gluten ainsi que l'incorporation d'air dans la pâte.

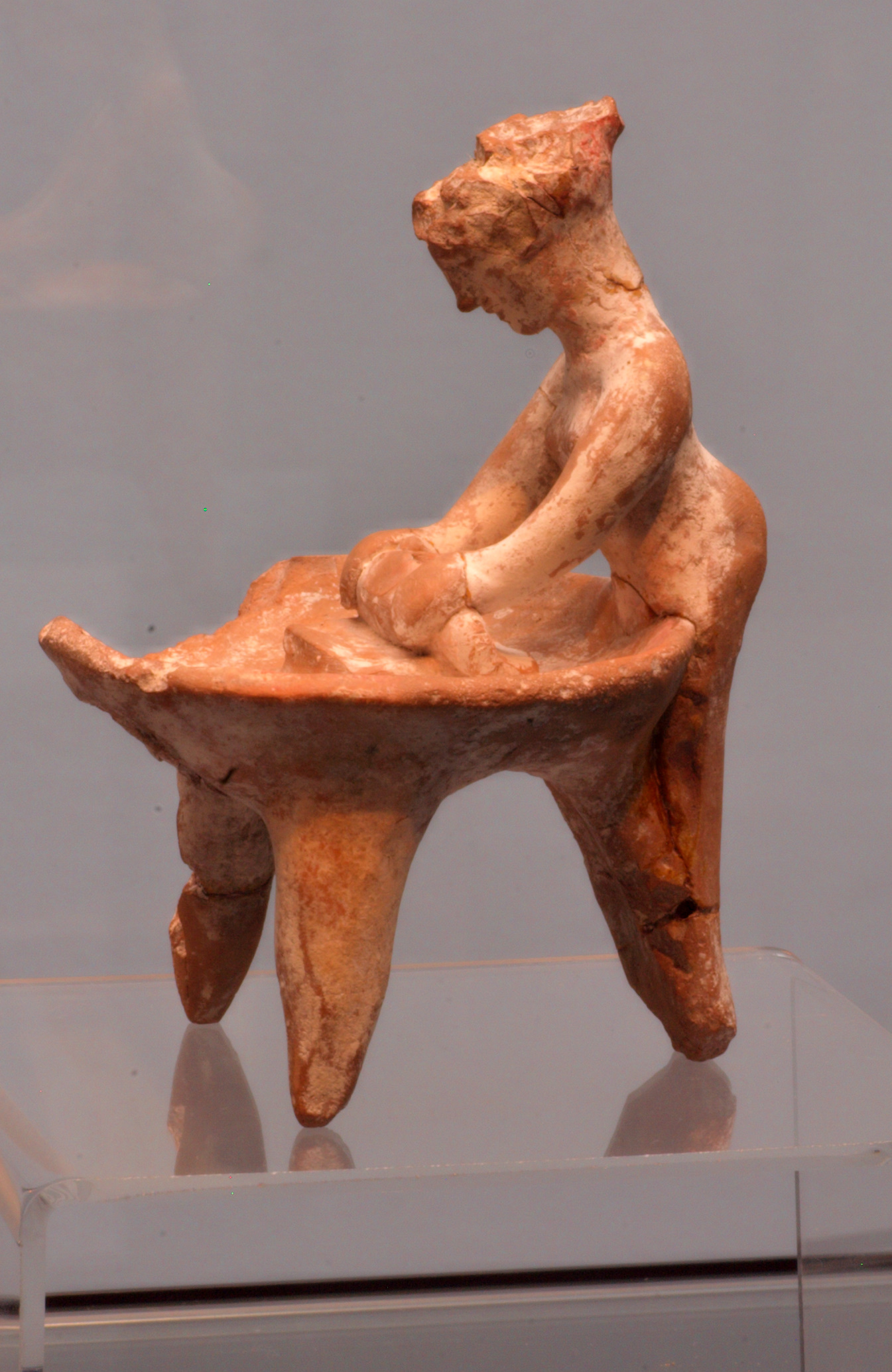
Pétrissage domestique (500 av. J.C)

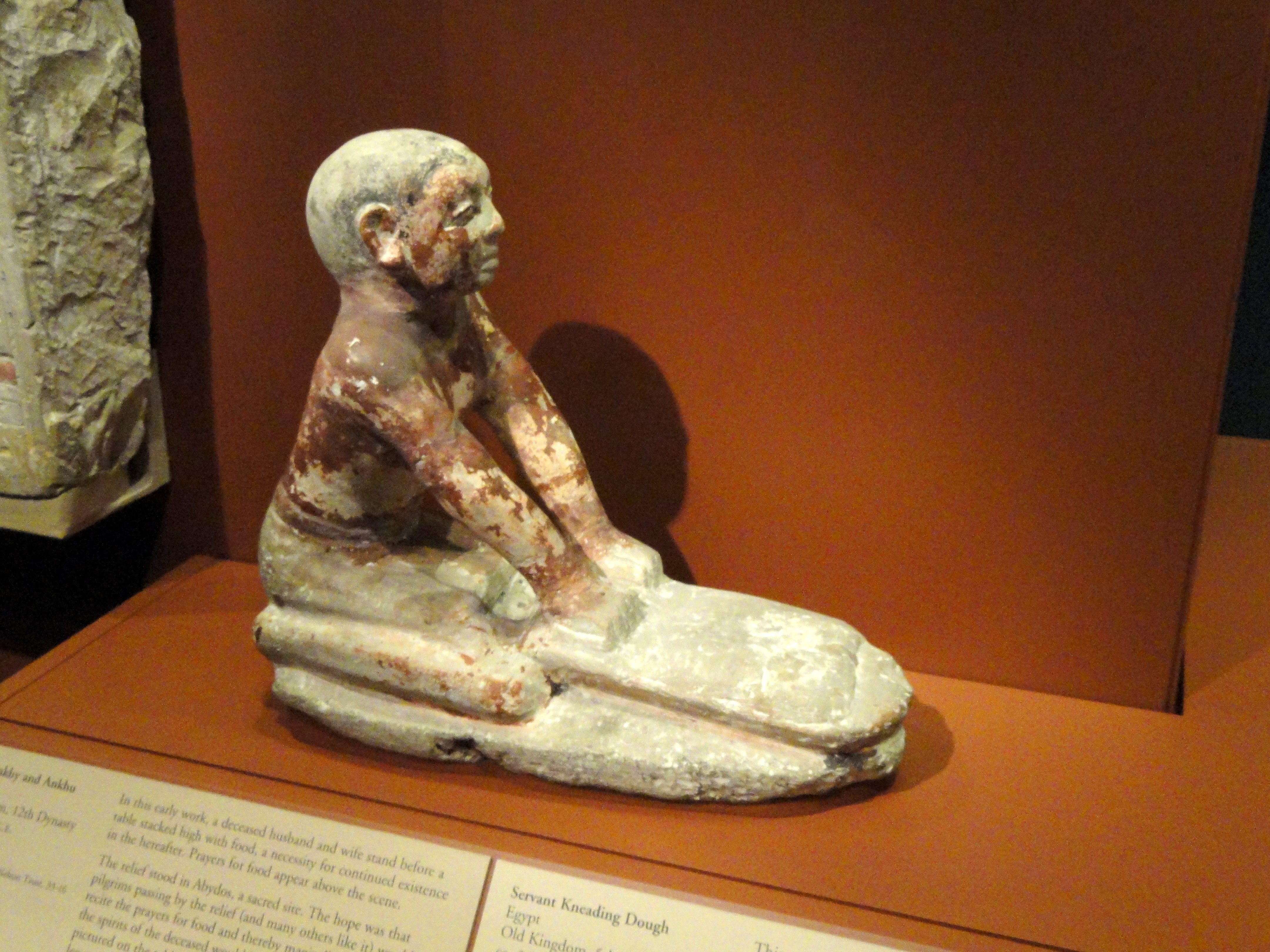
Serviteur égyptien agenouillé et en train de pétrir

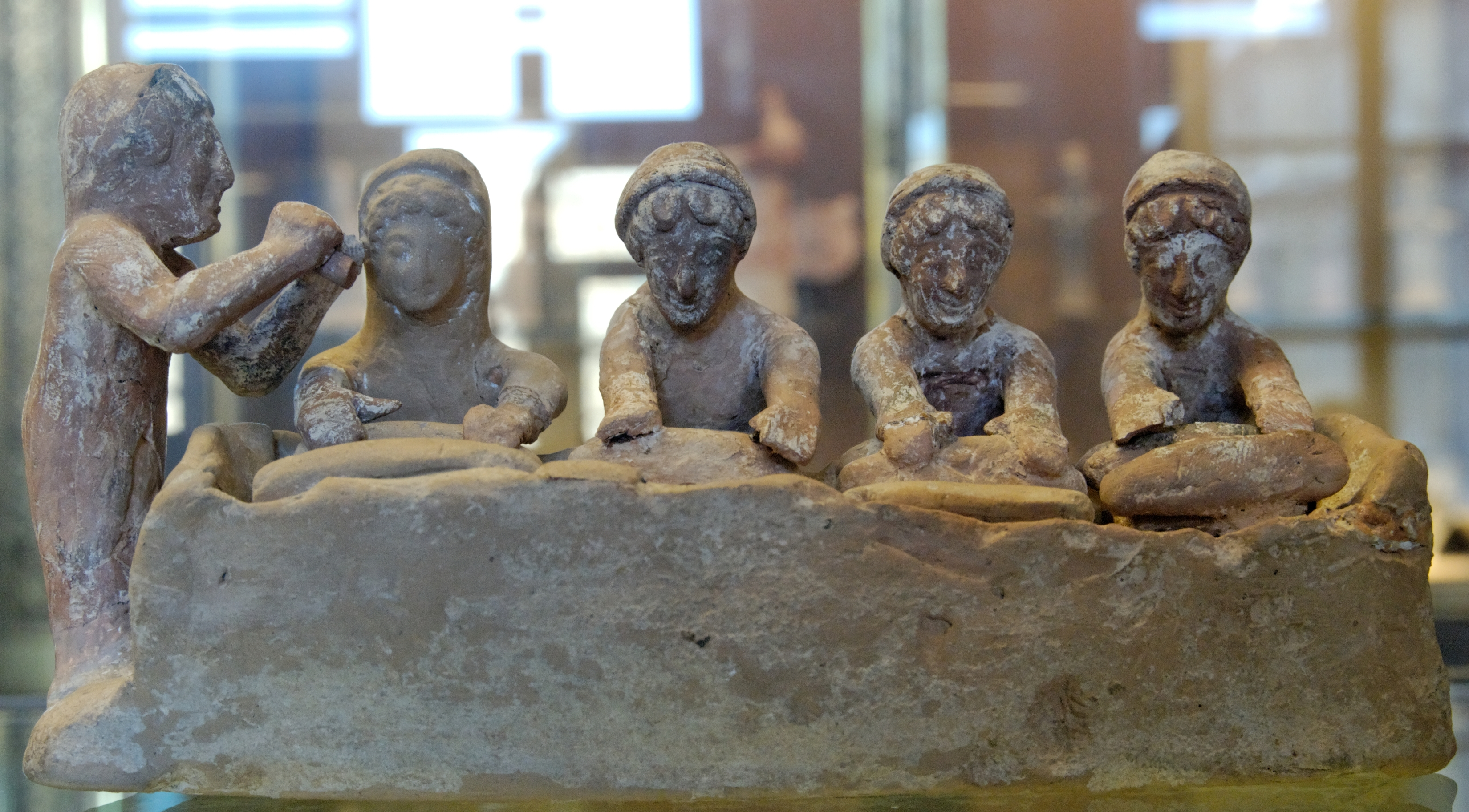
Pétrissage (époque gréco-romaine), les ouvrières travaillent en cadence (peut être en chantant ?), au son d'un joueur de flûte
terre cuite béotienne, 525-475 av. J.-C. trouvée à Thèbes (Grèce).

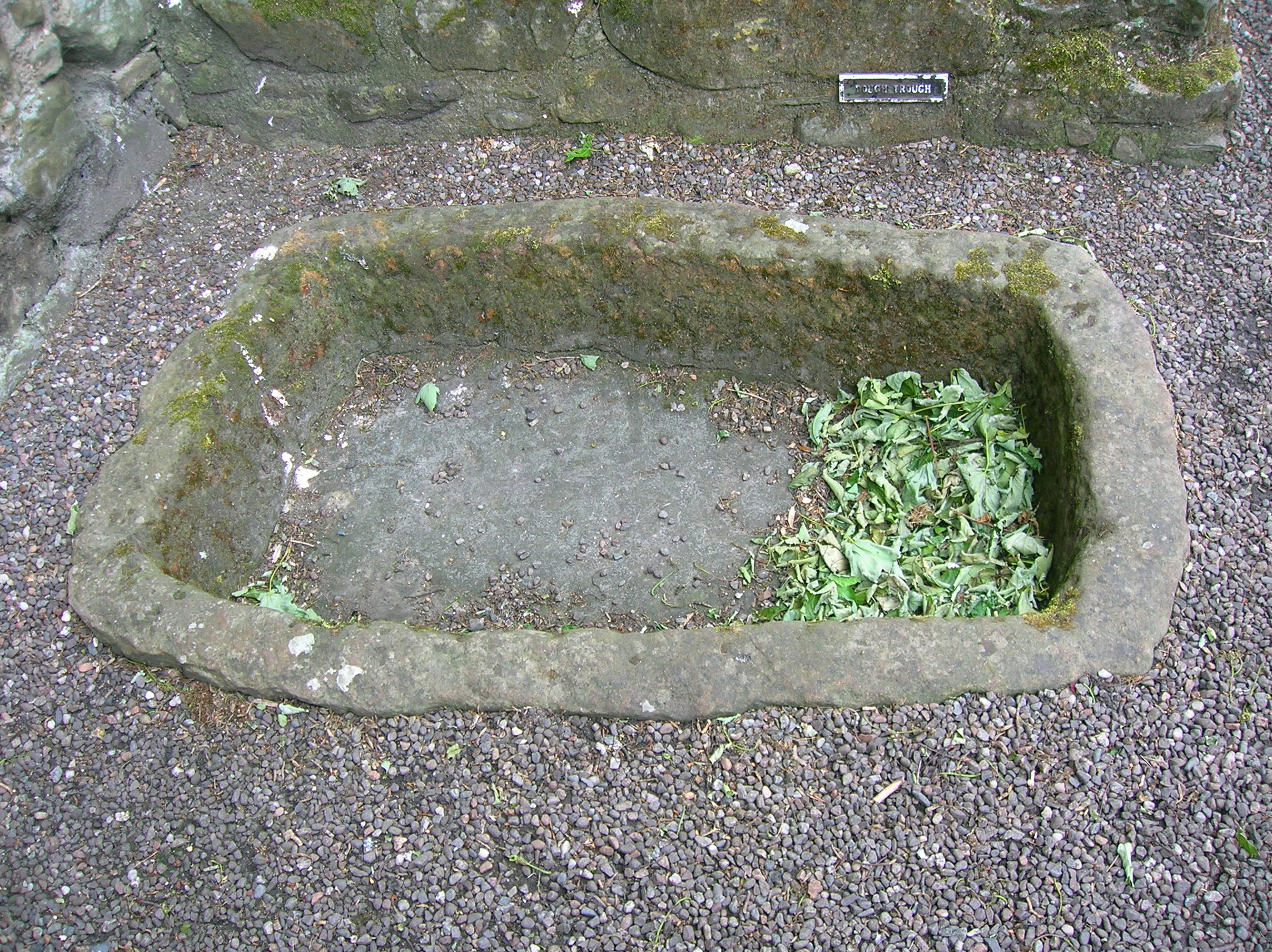
Pétrin de pierre, dans lequel la pâte était malaxée à pieds nus (Château d'Aberdour, Écosse)

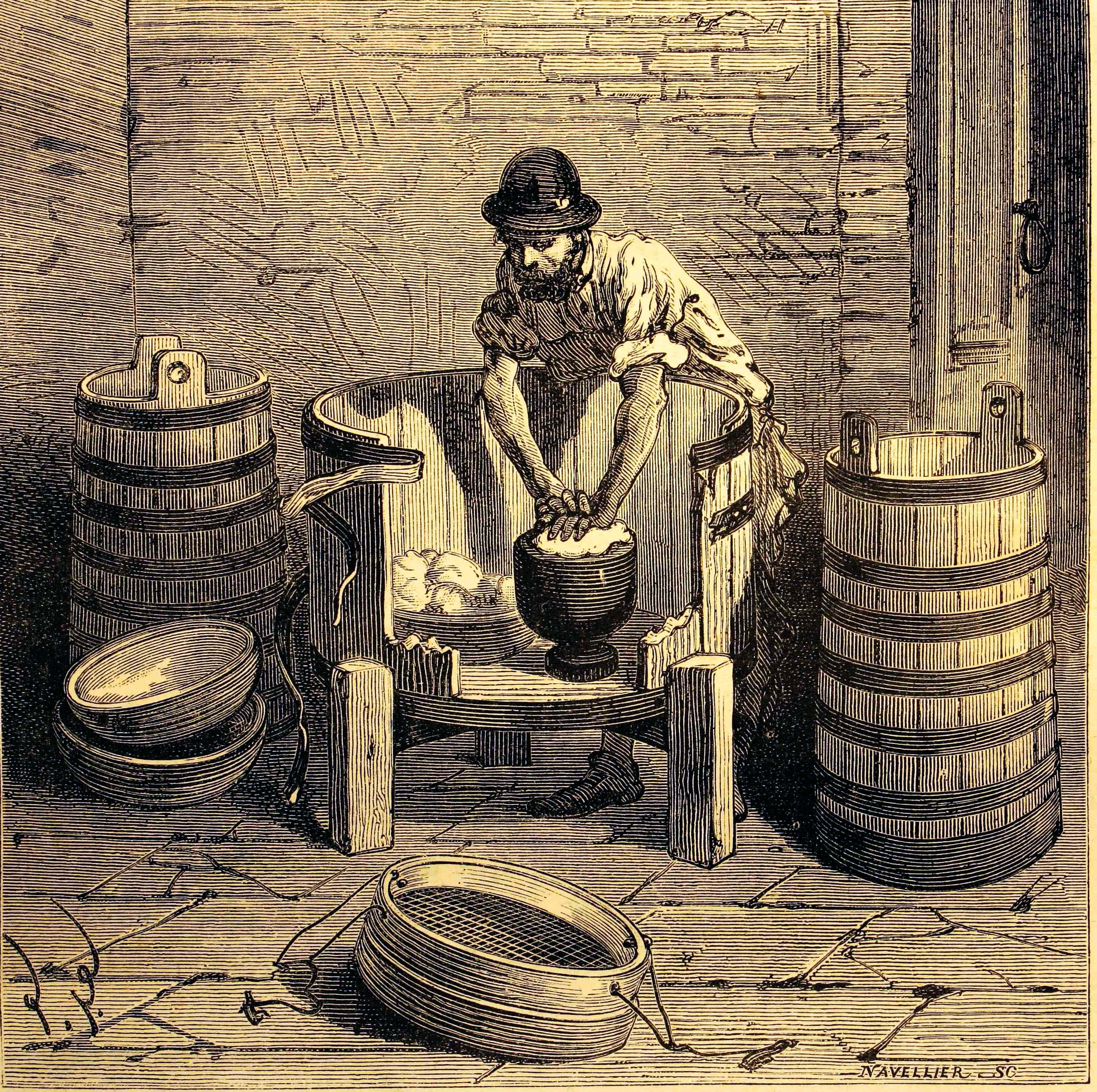
Le pétrissage désigne généralement celui des pâtes à pain ou à gâteau, mais il peut parfois désigner d'autres métiers, comme ici la pâte de fromage de Hollande

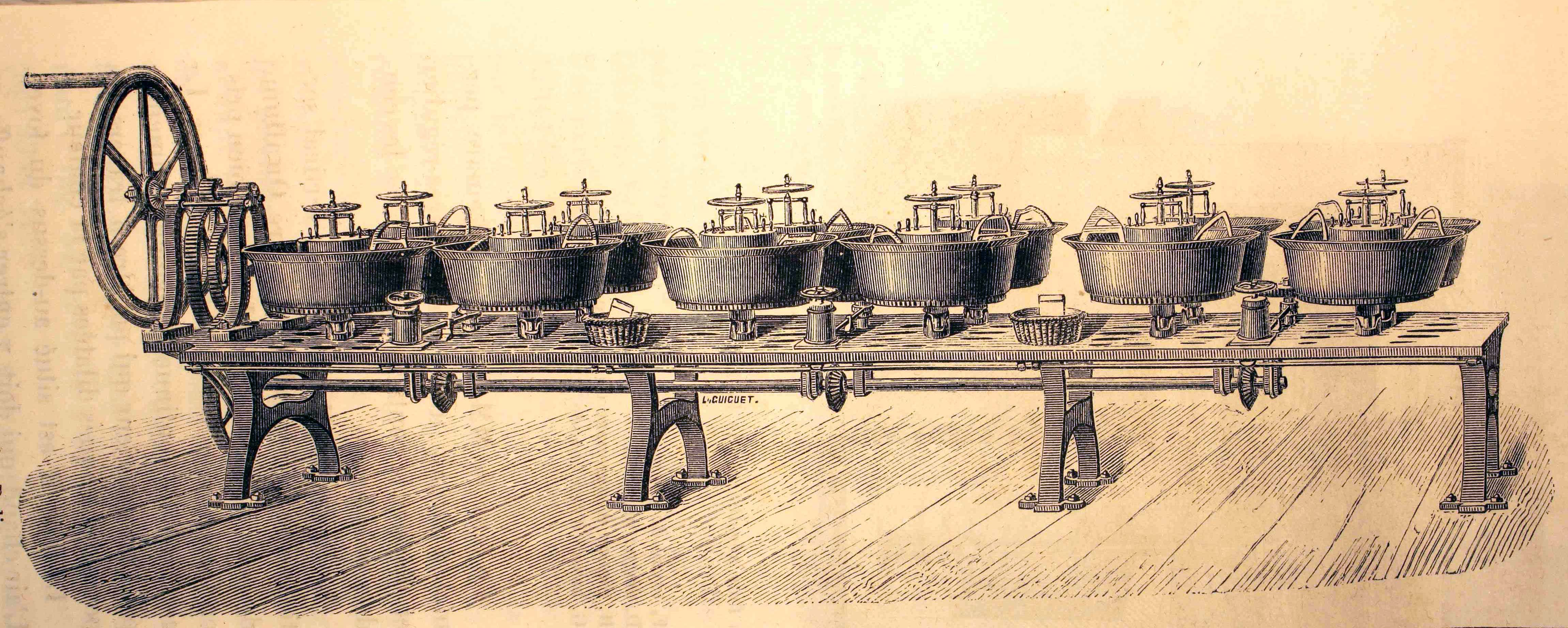
12 petits pétrins mécaniques actionnés par une manivelle (merveilles de l'industrie, 1873)

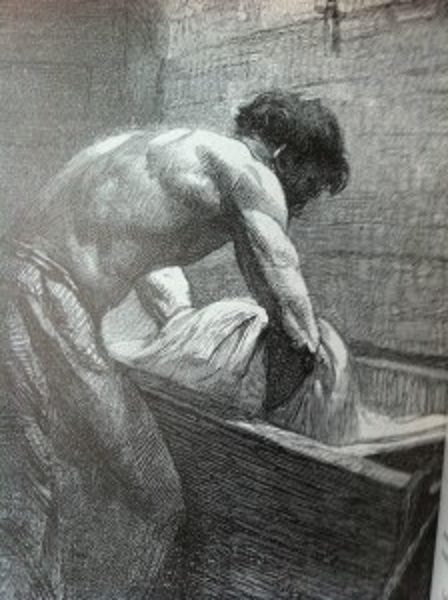
Ouvrier boulanger en train de pétrir une pâte à pain dans un pétrin de bois ; Gravure de Victor Gilbert, pour La République Illustrée (1886)

## Histoire du pétrissage
On ne connait pas son origine historique exacte, mais elle est ancienne.
Depuis la préhistoire au début du XXe siècle, durant des millénaires, le pétrissage semble s'être fait uniquement par le moyen de la force humaine.
Selon le rationaliste des lumières Nicolas de Condorcet (1847), l’art de la boulange  est « le plus nécessaire au peuple » et « aussi celui de tous sur lequel des préjugés qui s’étendent depuis les procédés mécaniques jusqu’aux soins de la législation, sont les plus nombreux, les plus absurdes, les plus funestes, et peut-être les plus difficiles à déraciner ».
Bien que la révolution industrielle ait suscité de très nombreuses versions de machines à pétrir, celles-ci ont été durant des décennies sources de vives controverses de la part des ouvriers boulangers. Ceux-ci, comme les canuts de Lyon, voyaient en effet dans ces machines une « tyrannie du standard » et la fin de leur métier.
La boulangerie pâtisserie est donc d'abord restée une activité totalement artisanale, à l'écart des grands mouvements de rationalisation. Dans le même temps, elle était poussée par le capitalisme industriel et par certains économistes qui accusaient ce métier de conservatisme borné, perpétuant des routines n'ayant selon eux plus de sens dans le monde moderne ; ainsi Le Bulletin des Halles du 9 juin 1905 encourage une boulangerie plus industrielle, en critiquant la boulangerie française qui ne serait « pas suffisamment sortie de la sainte routine dans laquelle s’endorment trop volontiers un certain nombre de nos compatriotes, qui ne s’aperçoivent pas assez qu’autour tout se modifie et progresse ». Au XIXe siècle, avec l'augmentation de la démographie, de l'urbanisation et de l’économie monétaire, le nombre de boulangeries augmente fortement, de même que l'achat régulier voire quotidien de pain fait au fournil, d'autant que face au recul des forêts, le Code forestier de 1827 interdit le ramassage domestique de bois en forêt pour la cuisson du pain à la maison. Le mode de fabrication du pain au levain change cependant peu jusqu'à la Première Guerre mondiale.
Mais à partir des années 1880, les arguments de l'hygiénisme qui depuis Louis Pasteur, s'ajoutent peu à peu à ceux du rationalisme économique commencent à porter auprès du consommateur. Ce dernier, tout en s'inquiétant de la dégradation de la qualité du pain, accepte ou promeut progressivement le choix de pâtes levées à la machine, standardisées, et sans contact prolongé avec le corps humain.
Les hygiénistes, et de nouveaux manuels de boulangerie, veulent que la pâte pétrie ne soit plus « arrosée de la sueur de ceux qui le préparent ; qu’il sera exempt des malpropretés que la négligence, l’excès de fatigue et l’état des personnes peuvent y laisser introduire par le pétrissage à bras, ou par celui qui se fait à l’aide des pieds », car comme pour le pressage du raisin avant vinification, dans de nombreuses régions et pays, le pain était à pâte ferme, et son pétrissage fait par foulage aux pieds (en Espagne, en Italie et dans la Prusse rhénane), mais aussi en Normandie où le pain dit « brillé » ou « breyé » à pâte très ferme était courant, de même qu'on fabriquait en Provence et à Marseille un pain dans la farine duquel est introduite de la semoule, ce qui rend difficile le travail de cette pâte avec les mains,.
Bien que le pain soit désinfecté par sa cuisson, les médecins s'inquiètent ou s'indignent que la pâte soit manipulée par des pieds ou mains sales et ruisselant de sueurs, comme le montre cet extrait d'un rapport de Jules Naudin (société de médecine de Toulouse) :
« Les efforts énergiques et continués pendant plusieurs heures que nécessite le pétrissage par l’homme, joints à la température élevée qui règne ordinairement dans le fournil, font que les ouvriers sont toujours ruisselants de sueur. Les produits plus ou moins malsains et délétères de cette transpiration abondante se mêlent forcément à la pâte qu’ils travaillent. Cette première cause d’impureté devient encore plus nuisible et plus repoussante lorsque le pétrissage se fait avec les pieds, ainsi que cela a lieu quelquefois pour le pain ordinaire, et très souvent pour la pâte du pain bénit, dont le travail à bras est presque impossible à cause de la beaucoup plus grande fermeté qu’elle réclame ».
Sous le Second Empire, en 1862, selon le Dr François-Charles Rigaud dans la Gazette hebdomadaire de médecine et de chirurgie « si l’on ne ressent pas quelque pitié pour les fatigues pénibles du boulanger, on est au moins pénétré d’un profond sentiment de dégoût en voyant ces hommes dont la propreté chez le plus grand nombre est plus que problématique, plonger, au milieu de la pâte, leurs mains rarement lavées, leurs bras d’où découle une sueur abondante, du corps desquels sortent des émanations plus ou moins nauséabondes ».
Parallèlement, à partir des années 1860 se développent des coopératives boulangères et de coopératives qui comme La Bellevilloise et La Moissonneuse à Paris installent des boulangeries dans leurs locaux. Celles-ci concurrencent les petits patrons boulangers par des prix plus bas, et elles diffusent peu à peu en France l'usage de pétrins mécaniques. En 1900, la France compte presque 700 coopératives dans tout le pays et en 1906, les coopératives de boulangerie se créent une fédération professionnelle.
Cependant, même au sein des coopératives, les employés n'apprécient pas le pétrin mécanique. Selon les directeurs de coopératives, pour obtenir le soutien des consommateurs, ces ouvriers boulangers « gâchent » systématiquement le travail des pétrins mécaniques, faisant par exemple que la Coopération Socialiste de la rue Barrault (Paris), la Ruche Berruyère (Bourges), la Boulangerie coopérative de Saumur, ou encore la coopérative La Lorraine (Dombasle-sur-Meurthe) cessent d'utiliser leurs pétrins mécaniques « par la faute des ouvriers qui ne savaient pas s’en servir parce qu’ils ne voulaient pas assurément s’en donner la peine », les ouvriers ayant réussi à convaincre les sociétaires que le pain mécaniquement fabriqué avait moins bon goût que celui fait à la main »
Depuis le XXe siècle, la plupart des artisans utilisent des pétrins mécaniques, mais le pétrissage manuel reste associé à une certaine qualité artisanale. Pour l'usage domestique, on trouve de petits pétrins ou des machines à pain assurant la cuisson.

## Pétrissage en boulangerie
Opérations préalables

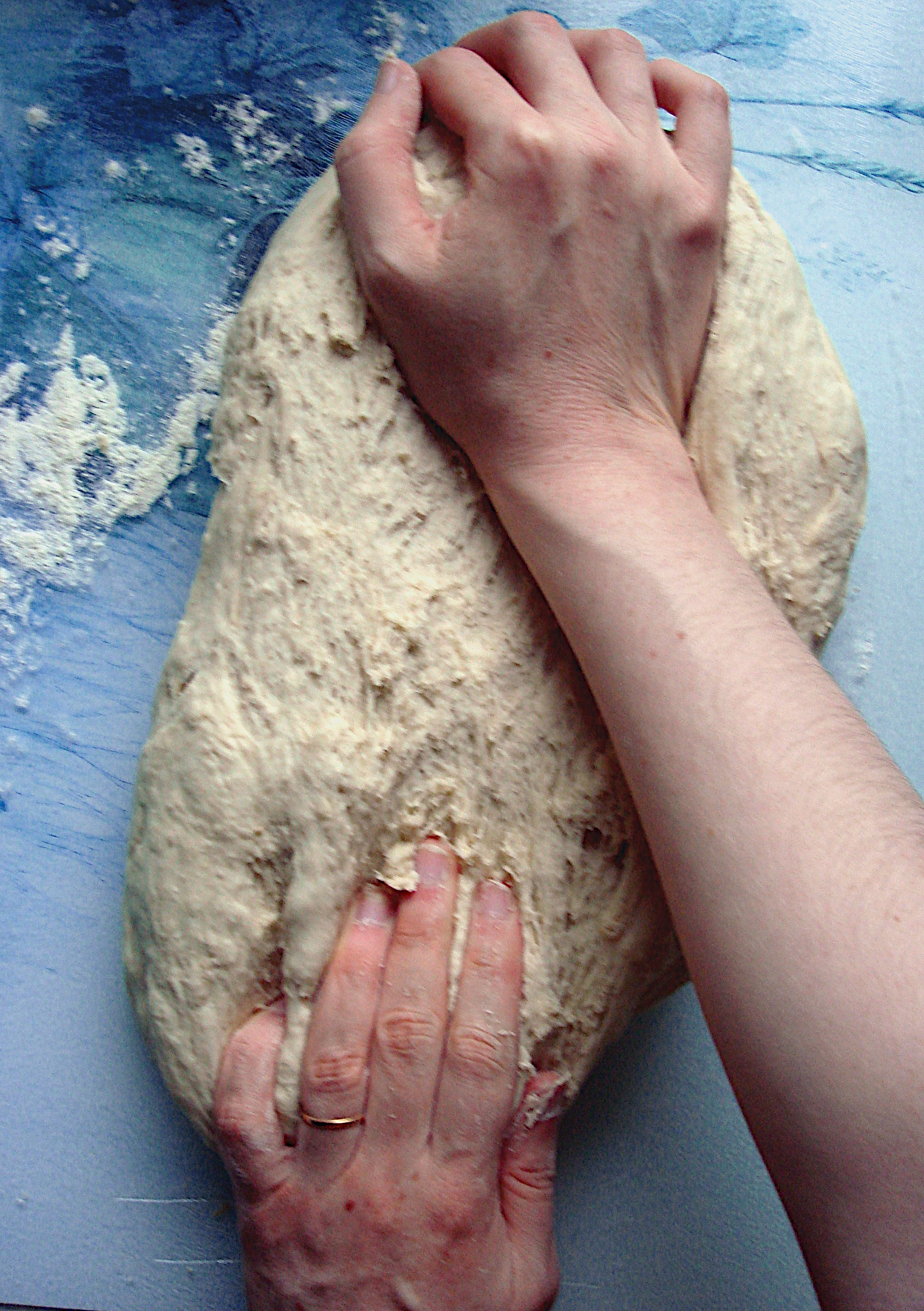
Étirement manuel d'une pâte

Pétrissage mécanique, entre 1914 et 1918 à Biel (Saragosse) (négatif sur plaque de verre, Archives fédérales suisses)

Comme l'ensemble des actions aboutissant à l'obtention de la pâte, avant la phase passive appelée pointage, le pétrissage est la phase active initiale dont le brassage des ingrédients (le pétrissage au sens ordinaire) n'est que l'opération principale. De ce point de vue, le pétrissage comporte la détermination des quantités de farine et des autres ingrédients ; le relevé des températures (effet sur la fermentation alcoolique) ; la réunion des ingrédients dans le pétrin ; le réglage du pétrin (vitesse et durée) et son déclenchement. Même si certains ajustements de dernière minute sont possibles (ajout d'eau ou de farine), l'action du pétrin ne saurait corriger des déficiences survenues dans ces opérations de base.
La détermination des quantités se fait selon différentes méthodes pour des proportions semblables : soit sur la base de la quantité d'eau, soit de la quantité de farine.
La température du local et des ingrédients sont prises en compte afin que la pétrissée ait finalement la température souhaitée pour la suite du processus après l'échauffement du pétrissage proprement dit. L'ajustement de la température de l'eau de coulage est le moyen d'intervenir facilement sur ce facteur. Celle-ci peut se calculer au moyen de la formule de la température de base.
L'incorporation des ingrédients ne suit pas de règles fermes, la pratique ou l'usage étant déterminant. La levure est délayée, ainsi que le sel s'il est gros ; celui-ci est incorporé plutôt au tout début dans le cas d'un pétrissage lent et à la fin pour un pétrissage intensif.
Durée et fin du pétrissage
La durée du pétrissage est un facteur important qui sollicite l'expérience de l'opérateur. Un pétrissage excessif peut nuire à la pâte, selon les farines. Il n'excède ordinairement pas vingt minutes et peut être interrompu pour un bref repos de la pâte et un ajustement du processus. Il est courant de commencer en vitesse lente le temps du mélange des ingrédients (le frasage) avant d'activer la vitesse élevée. Les pétrins s'arrêtant automatiquement selon la durée réglée, celle-ci peut être fixée avec modération et prolongée si l'aspect de la pâte n'est pas encore satisfaisant. Le pétrissage prend en effet fin quand elle paraît parfaitement homogène, élastique et douce (non collante).
Pour des caractères de pâte donnés, le pétrin utilisé et les caractéristiques de la farine sont les deux facteurs qui jouent sur la durée de pétrissage. Si l'efficience du pétrin ne varie pas d'un jour à l'autre, les différentes farines ne réagissent pas de manière identique à son action. S'il ne s'agit pas de pain courant, le caractère optimal de la durée est habituellement moins essentiel (pour le développement de la pâte). En fonction du produit désiré, la durée dépend pour une part des ingrédients utilisés, de leur quantité, du pétrin.
Une fois, la pâte souhaitée obtenue et le pétrin à l'arrêt, la phase suivante est ordinairement une phase de repos nettement plus longue où la levure est le principal agent à l'œuvre (le pointage). La pétrissée est donc souvent laissée entière dans la cuve du pétrin ou ailleurs, mais elle doit être soustraite à l'action de l'air à sa surface, habituellement par une pièce de tissu.
Un cas particulier est celui du pain azyme ; la tradition juive orthodoxe veut qu'il n'y ait aucune fermentation de la pâte : Le mélange des ingrédients et le pétrissage puis la mise au four doit prendre moins de dix-huit minutes.

## Types de pétrissage
Les principales techniques sont le pétrissage à bras, au pétrin et le laminage.
Les différents types de pétrissage au pétrin sont :
- le PI (Pétrissage Intensifié) : 4 minutes en première vitesse et entre 18 et 20 minutes en seconde (soit 1600 brassages). Cette méthode permet d'incorporer beaucoup d'air et d'obtenir un réseau glutineux très développé, ce qui entraîne un blanchiment de la pâte, une perte de goût, une mie aux alvéoles petites et très régulières ainsi qu'une croûte fine. Cette technique était utilisée par les boulangers (pour le pain courant) entre les années 1950 et la fin des années 1980, par la grande distribution, de plus elle est utilisée pour la confection des brioches et autres pains au lait ;
- le PVL (Pétrissage à Vitesse Lente) : 15 minutes en première vitesse (soit 600 brassages). C'est la méthode à l'ancienne, elle permet de ne pas incorporer trop d'air dans la pâte : le réseau glutineux est grossier ; la pâte obtenue a peu de force. Ce qui donne des pains peu développés, avec une croûte plus épaisse et plus savoureuse. Elle est surtout utilisée pour le pain de seigle ;
- le PA (Pétrissage Amélioré) : 4 minutes en première et 5 minutes en seconde vitesse (soit 1 000 brassages). C'est un compromis entre les deux autres techniques, elle permet d'apporter de la force à la pâte sans trop incorporer d'air. Cette méthode est utilisée dans la majorité des boulangeries artisanales pour la fabrication du pain courant et de tradition française.

Les types de pétrins les plus courants sont les pétrins à fourche à axe oblique, les pétrins à spirale et les pétrins à bras plongeants articulés.

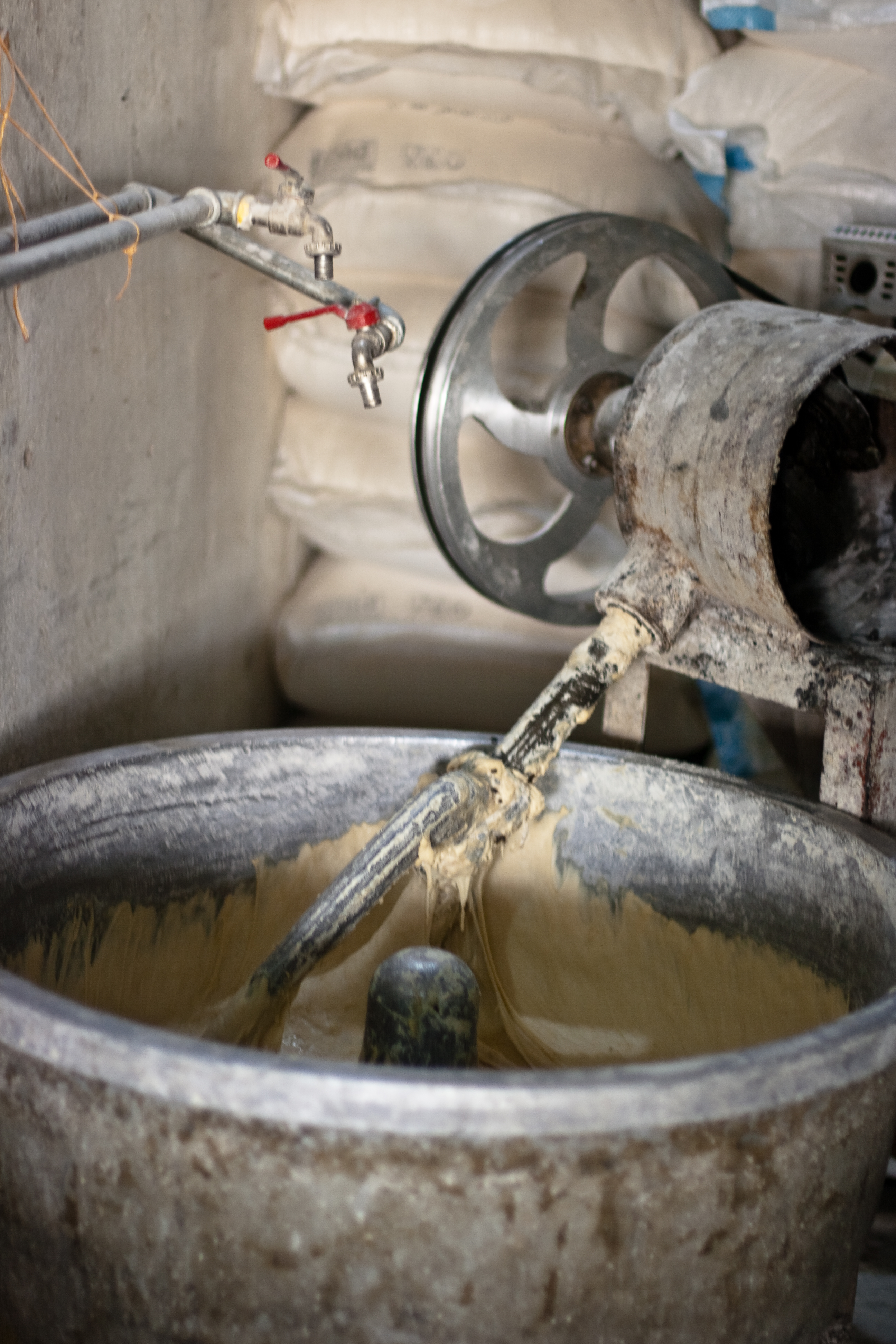
Pétrin oblique, à fourche.
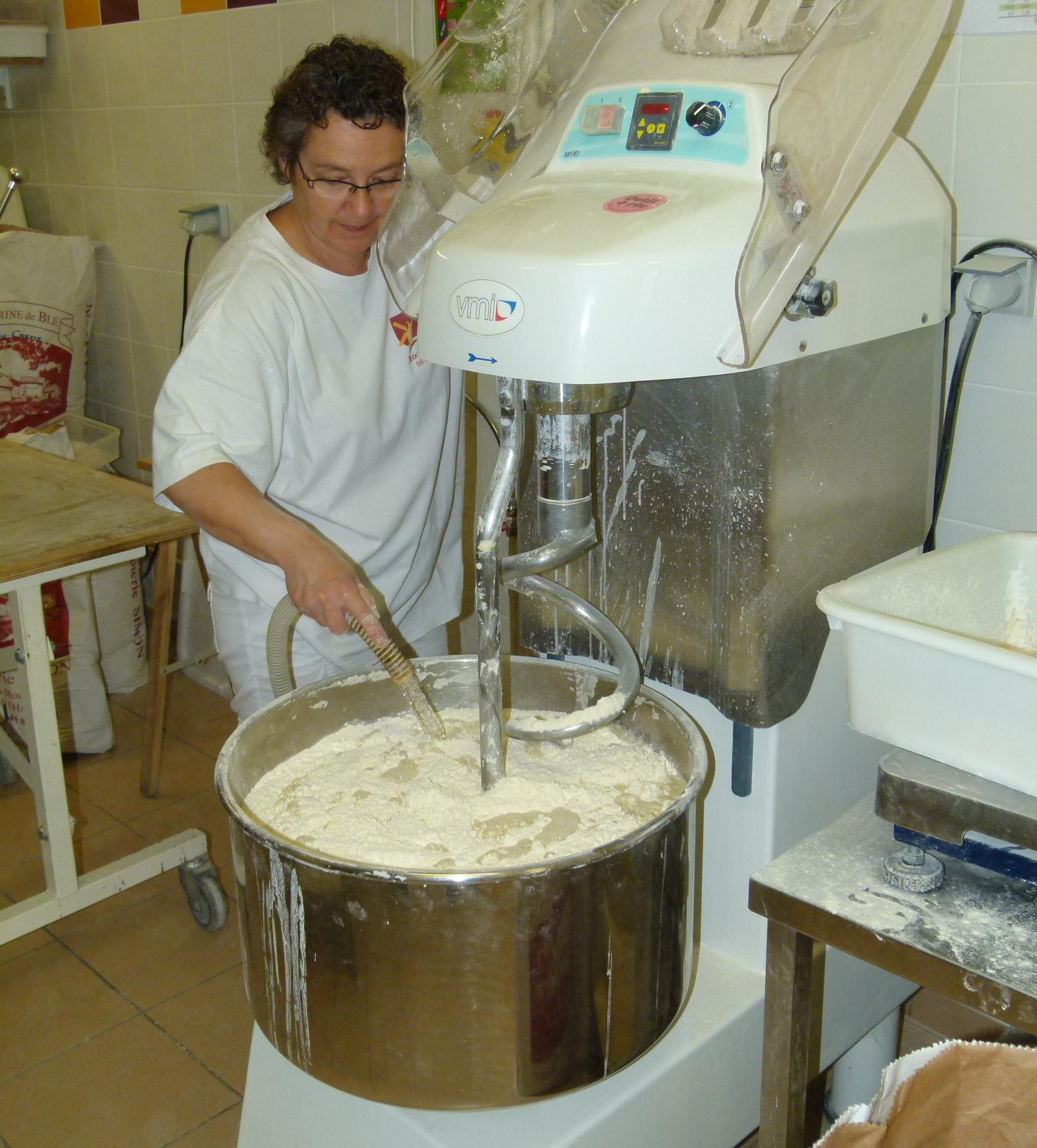
Pétrin à spirale.
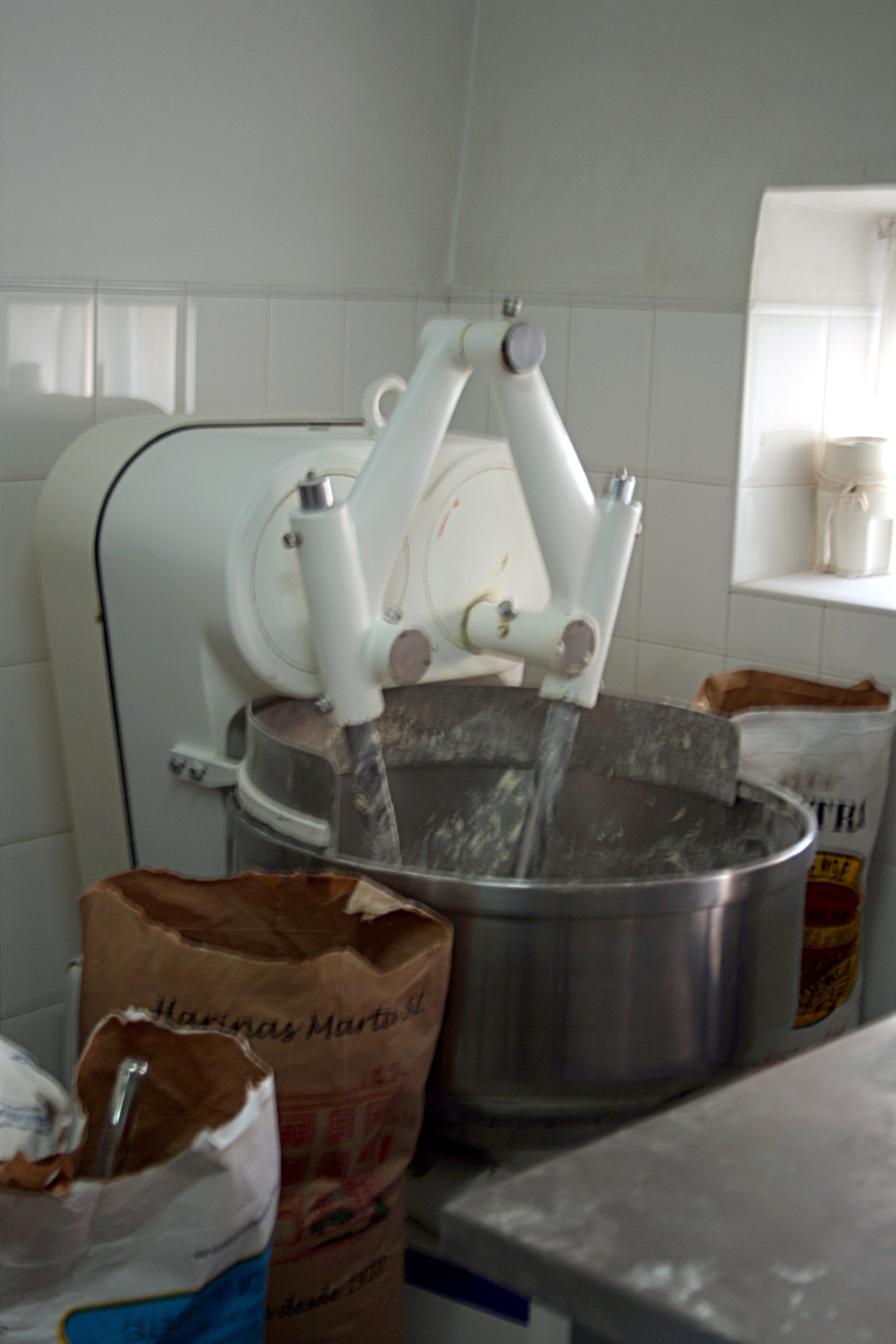
Pétrin à bras plongeants articulés.